# Pont de Saint-Antoine de Pertuis
Le pont Saint-Antoine est un pont, situé à Pertuis dans le département de Vaucluse en France. Il franchit la rivière l'Èze.

## Histoire
Situé sur la route permettant la sortie de Pertuis, vers les Alpes-de-Haute-Provence, le pont permet le franchissement de l'un des affluent de la Durance. Un pont primitif avait été construit à cet emplacement, dès le XIIIe siècle. La dernière construction date de 1759.